# Dhabihah

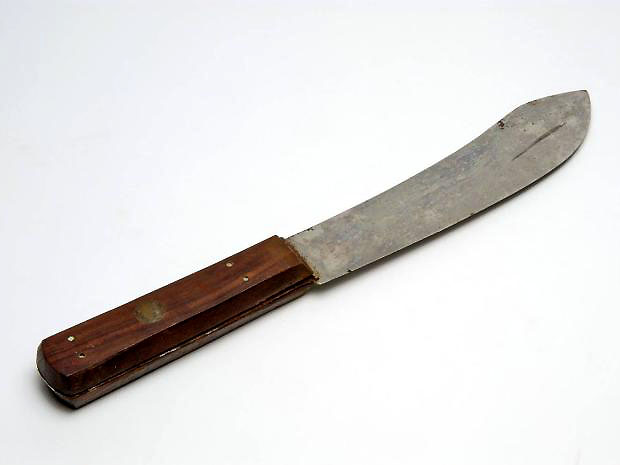
Cuchillo con mango de madera, que sirvió para sacrificar los animales.

Dhabīḥah (árabe: ذَبِيْحَة ) es el método prescrito como ritual para realizar la matanza de animales (excluidos peces y animales marinos) por la ley islámica.
Este método de sacrificio consiste en una incisión con un cuchillo afilado rápida y profundamente en el cuello, cortando la vena yugular y la arteria carótida de ambos lados pero dejando intacta la espina dorsal. El objetivo de esta técnica es el drenaje efectivo de la sangre del animal muerto, lo que da como resultado una carne más higiénica a la vez que una reducción del dolor y la agonía para el animal, según la Agencia de Certificación Halal. Los detalles precisos de este método proceden de la tradición islámica (Sunnah), más que de un mandato coránico concreto.